# Noël Charrier
Noël Charrier (ur. 1 maja 1999) – szwajcarski futsalista, bramkarz, reprezentant Szwajcarii, obecnie zawodnik KS Futsal Leszno. W latach 2018–2020 zawodnik Orła Jelcz-Laskowice, a wcześniej Mobulu Futsal Uni Berno. W 2017 roku zadebiutował w reprezentacji narodowej Szwajcarii, z którą zagrał m.in. w turnieju eliminacyjnym do Mistrzostw Świata.